# Solomon Asch
Solomon E. Asch (Varsó, 1907. szeptember 14. – 1996. február 20.) lengyel születésű amerikai pszichológus, az alaklélektan (Gestaltpszichológia) világhírű képviselője és a szociálpszichológia egyik úttörője.

## Élete, munkássága
1920-ban emigrált az Egyesült Államokba. 1928-ban szerzett diplomát a College of the City of New York-tól, majd 1932-ben kapta meg a PhD-fokozatot a Columbia Egyetemtől. A Swarthmore College (Pennsylvania) pszichológiaprofesszora volt 19 éven át, ahol olyan pszichológussal dolgozott együtt, mint Wolfgang Köhler német gestaltpszichológus.
Az 1950-es években vált ismertté, a csoportnyomást vizsgáló kísérletei nyomán, melyekben a kísérleti személyek hajlandóak voltak helyesnek elfogadni egy szemmel láthatóan hibás véleményt.
Munkássága nagy hatást gyakorolt Stanley Milgram pszichológusra, akinek PhD-tanulmányai során konzulense volt a Harvard Egyetemen.
Magyarországi nyilvános könyvtárakban Social psychology (1987) c. kötete található meg angol nyelven. A csoportnyomás hatása az ítéletek módosulására és eltorzulására c. tanulmányát magyar fordításban a Csoportlélektan c. kötetben adta közre Pataki Ferenc, Csepeli György és mások; majd ugyanezt a tanulmányt egy szociálpszichológiai szöveggyűjteményben tette közzé Erős Ferenc szociálpszichológus.

## Fontosabb eredményei
- Asch-féle konformitási kísérlet
- Halo-effektus (angolul: halo effect, magyarul: holdudvar hatás, vagy dicsfényhatás)
- Primacy effect